# Louis Paul Boon

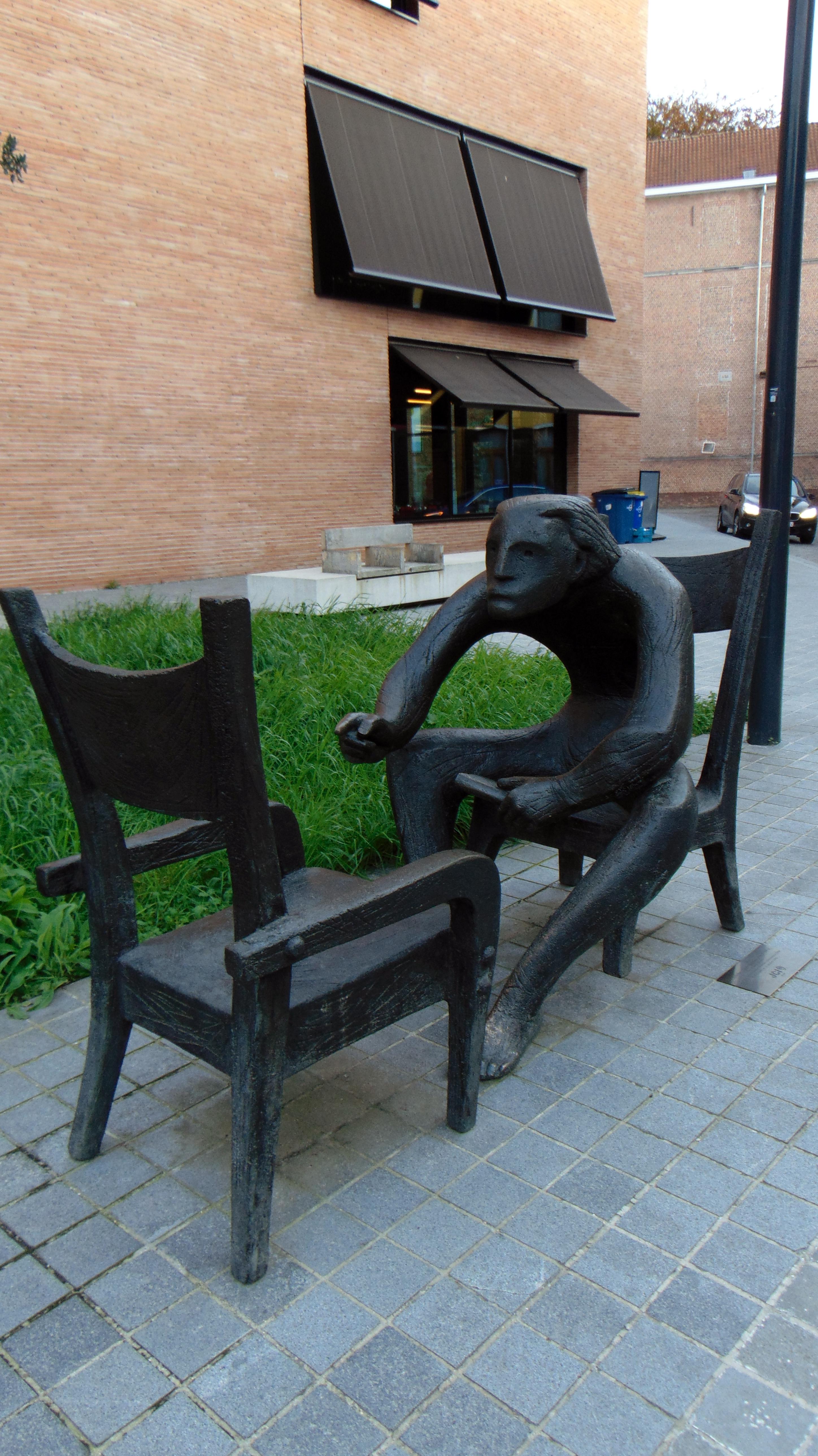
Standbeeld Louis Paul Boon te Utopia Aalst

Lodewijk Paul Aalbrecht (Louis Paul) Boon (Aalst, 15 maart 1912 – Erembodegem, 10 mei 1979) was een Belgisch schrijver van onder meer poëzie, romans, novellen, pornografie, cursiefjes (Boontjes), kunst- en literaire kritieken. Daarnaast was hij kunstschilder. Hij is vooral bekend van de romandiptiek De Kapellekensbaan (1953) / Zomer te Ter-Muren (1956) en van Menuet (korte roman, 1955).

## Biografie

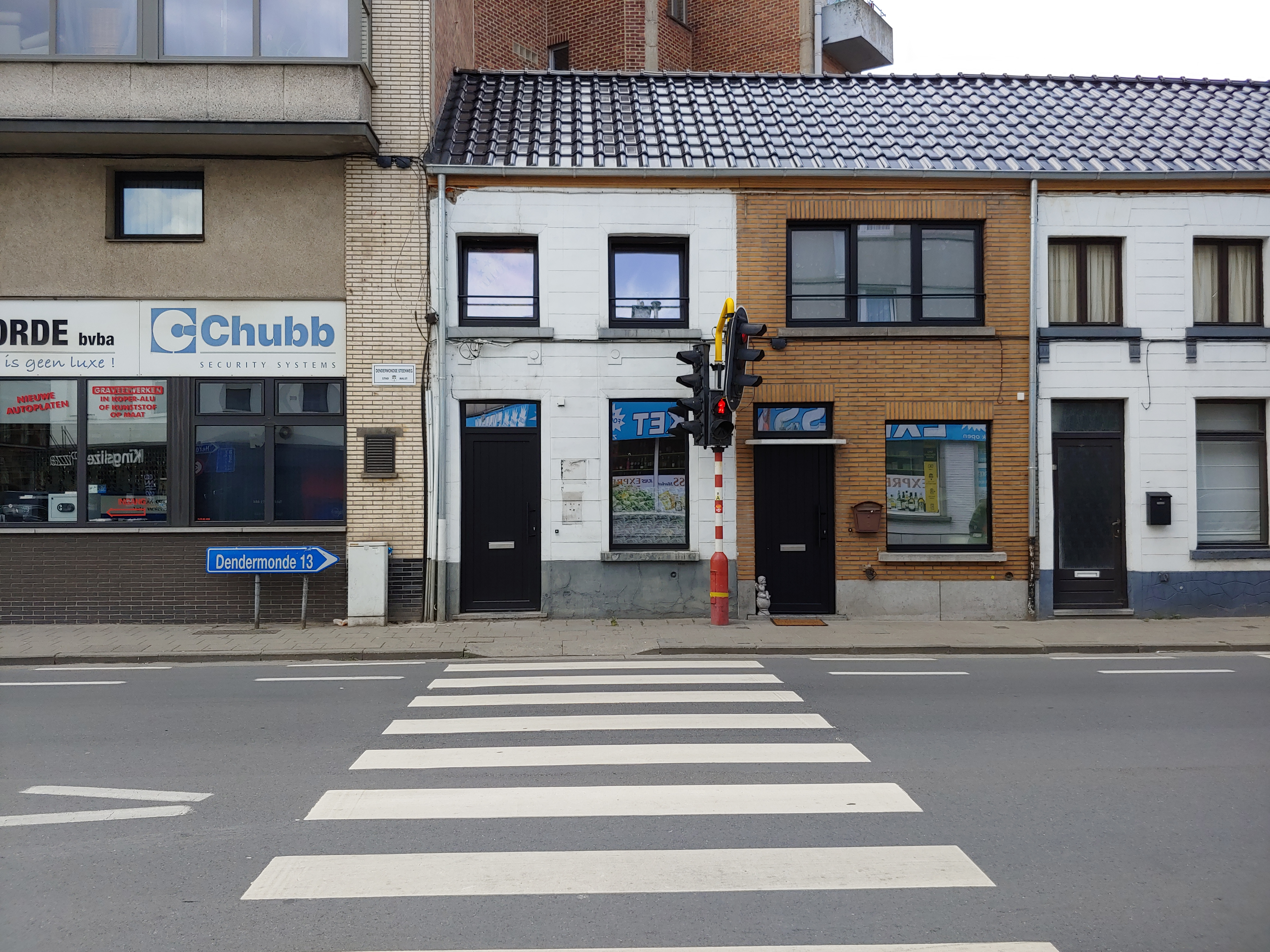
Boons geboortehuis zonder gedenkplaat in 2022.

Louis Paul Boon werd in 1912 geboren in Aalst in een bescheiden arbeiderswoning aan de Dendermondse Steenweg als eerste kind van Jef Boon en Stella Verbestel. Zijn zus Joanna "Jeanneke" Alicia (1923-1949) werd elf jaar later geboren. Zijn jongere broer heette Frans Herman (1928-1976).

### Eerste Wereldoorlog
Hoewel Boon ten tijde van de Eerste Wereldoorlog nog erg jong was, zijn er genoeg indrukken blijven hangen om te boek gesteld te worden op de eerste vijftig bladzijden van Verscheurd jeugdportret (1975). Duitse soldaten en krijgsgevangenen waren gelegerd nabij de straat waar Boon en zijn familie woonden. Tijdens het uitvoeren van dwangarbeid probeerden gevangenen weleens te vluchten en de jonge Boon was getuige van twee pogingen: een geslaagde en een waarbij de gevangene op de vlucht werd neergeschoten toen hij zich vlak naast Boon bevond.

### Interbellum
Louis Paul Boon ging tot zijn 16de naar school en moest daarna zijn vader helpen als gevel- en pistoolschilder. Hij werd van school gestuurd wegens het bezit van verboden boeken. In zijn vrije tijd kon hij nog wat lessen aan de Aalsterse Academie voor Schone Kunsten volgen, maar door geldgebrek was ook dit van korte duur.
In 1936 trouwde hij met Jeanneke De Wolf. Drie jaar later kregen zij een zoon, Jo.

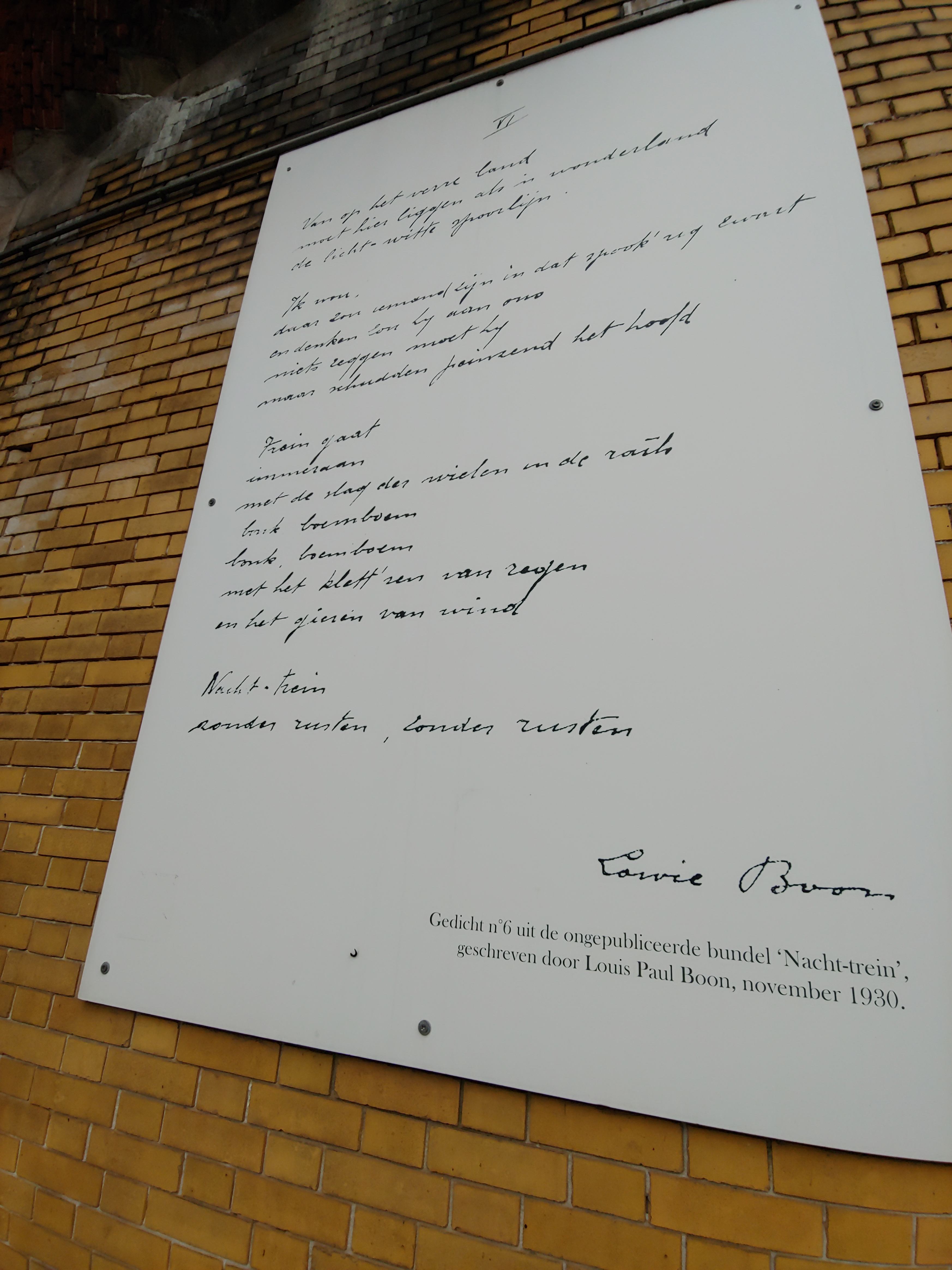
Nachttrein, plakkaat te Aalst.

### Tweede Wereldoorlog
De mobilisatie in september 1939 bracht soldaat Boon eerst in Gooik en daarna in Tessenderlo. Brieven uit deze tijd aan zijn boezemvriend, de schilder Maurice Roggeman, later uitgegeven in Brieven aan Morris (Gerards & Schreurs, 1989), wijzen uit dat Boon alle tijd had om te lezen, te schrijven, te schilderen en te houtsnijden. Het uitbreken van de oorlog in mei 1940 maakte een abrupt einde aan de rust en Boon moest te Veldwezelt (bij Maastricht) meehelpen het Albertkanaal te verdedigen. De eerste dag al werd hij gevangengenomen en als krijgsgevangene naar Fallingbostel (thans Bad Fallingbostel genaamd) bij Hannover gebracht. Vier maanden later, in augustus 1940, mocht hij naar huis. Zijn ervaringen als soldaat zijn beschreven in de eerste kronieken van Mijn kleine oorlog (1947).
In de winter van 1941 schreef Boon een tekst bij door hem gemaakte linosneden, in facsimile uitgegeven in 1969 onder de titel 3 mensen tussen muren, welk verhaal werd verwerkt in zijn debuutroman.
Boons debuutroman De voorstad groeit werd in manuscript in 1942 bekroond met de Leo J. Krynprijs, waarvoor Willem Elsschot in de jury zat, en in 1943 gepubliceerd, in zowel een gebonden als ingenaaide editie. De roman beschrijft het leven in de allerlaatste straat van een voorstad in aanbouw, vandaar de titel. Boons tweede roman Abel Gholaerts (1944) is, hoewel gesitueerd in Vlaanderen, gebaseerd op het leven van de schilder Vincent van Gogh. Het betreft het eerste deel van een tweeluik, maar aan het tweede deel is Boon nooit toegekomen. Boons derde roman Vergeten straat (1946) sluit weer enigszins aan bij het debuut, in die zin dat het leven in een straat wordt beschreven, ditmaal gebaseerd op een straat die Boon in Brussel zag en die door werk aan de Noord-Zuidlijn was afgesloten. De roman is opgebouwd uit ongeveer 200 episodes van gemiddeld een bladzijde of twee, waarvan sommige een symbolische lading hebben. De straat is door de buitenwereld vergeten en de bewoners proberen er een utopische samenleving te vestigen. Alle drie de romans zijn geschreven vanuit een alwetende verteller of vertelinstantie.

### Na de oorlog
Als vernieuwer van het naoorlogs proza manifesteerde Boon zich voor het eerst met de publicatie van Mijn kleine oorlog (1947), dat bestaat uit iets meer dan dertig kronieken over de oorlog, elk zo'n anderhalve bladzijde lang en veelal afgerond met een pointe. De ik-verteller, Louis, is de hoofdpersoon van de eerste kronieken maar blijft daarna vooral op de achtergrond. Bijna elk verhaaltje kent andere hoofdpersonages, zodat een ware portrettengalerij ontstaat. Bovendien voegde Boon nog fragmentarische aantekeningen over de oorlog toe, waardoor de paradoxale indruk ontstaat dat de uitgewerkte kronieken een zowel willekeurige als exemplarische greep behelzen. Hoewel de meerderheid van de kronieken een verhalend karakter heeft, zijn daaronder ook brieven ('Brief aan mijn vriend den schilder'), protesten ('Prijzen'), betogen ('Self-defense'), of oproepen ('Aan allen...').
In dezelfde periode schreef Boon ook zijn eerste korte proza, de novelles Maagpijn en Uitleenbibliotheek, die in 1952 onder de titel Twee spoken verschenen in de reeks De Boekvink, een serie waarmee uitgeverij De Arbeiderspers kortere prozawerken onder de aandacht bracht. Het was Boons eerste publicatie bij een Nederlandse uitgeverij.
Boons dubbeltalent zou in zijn gehele carrière als schrijver en schilder tot een geweldige productie leiden, met name in de jaren vijftig en zeventig (qua schrijfwerk), en de jaren zestig en zeventig (qua schilder- en beeldhouwwerk).
Aangezien zijn boeken in Vlaanderen niet goed werden ontvangen en slecht verkochten, werd zijn meesterwerk De Kapellekensbaan door uitgeverij Manteau geweigerd.
Nieuwe uitgaven volgden elkaar niettemin in razend tempo op. De Kapellekensbaan (1953), Menuet (1955), Zomer te Ter-Muren (het tweede deel van De Kapellekensbaan, 1956), De bende van Jan de Lichte (1953/1957) en De Paradijsvogel (1958). Intussen verschijnt ook nog eens Boons eenmanstijdschrift Boontje's reservaat (1954-1957), vijf afleveringen gevuld met een mix van onder meer reportages, herinneringen, beschouwingen, verhalen, documenten.
De Kapellekensbaan en Menuet zijn Boons meest vertaalde romans. De eerstgenoemde verscheen onder andere in het Duits (in drie vertalingen), het Engels, het Noors, het Zweeds, het Pools, het Frans en het Spaans. De laatstgenoemde in onder andere het Zweeds, Hongaars, Portugees, Duits, Deens en Italiaans.
In de jaren zestig werden door Boon nauwelijks nieuwe boeken gepubliceerd. Wel verschenen er meerdere bundels met cursiefjes die hij voor het Gentse dagblad Vooruit schreef, waaronder Dorp in Vlaanderen (1966) en Wat een leven! (1967). Ook heeft hij toen in het panel van een tv-quiz gezeten.
In de jaren zeventig publiceerde Boon enkele historisch georiënteerde romans. In 1971 verscheen Pieter Daens, over de sociale en politieke strijd aan het einde van de 19de eeuw in de stad Aalst. De Zwarte Hand (1976) gaat over de 'anarchisten' die Aalst aan het begin van de twintigste eeuw onveilig maakten en schetst het 'dubbelleven' van een erotisch ontspoorde politieman. Hij had ook een vast cursiefje op de radio.
Postuum verschenen onder andere Het geuzenboek (1979) en Eros en de eenzame man (1980) dat Boon op zijn 67ste verjaardag voltooide, iets minder dan twee maanden voor zijn dood op 10 mei 1979 in zijn huis in Erembodegem.

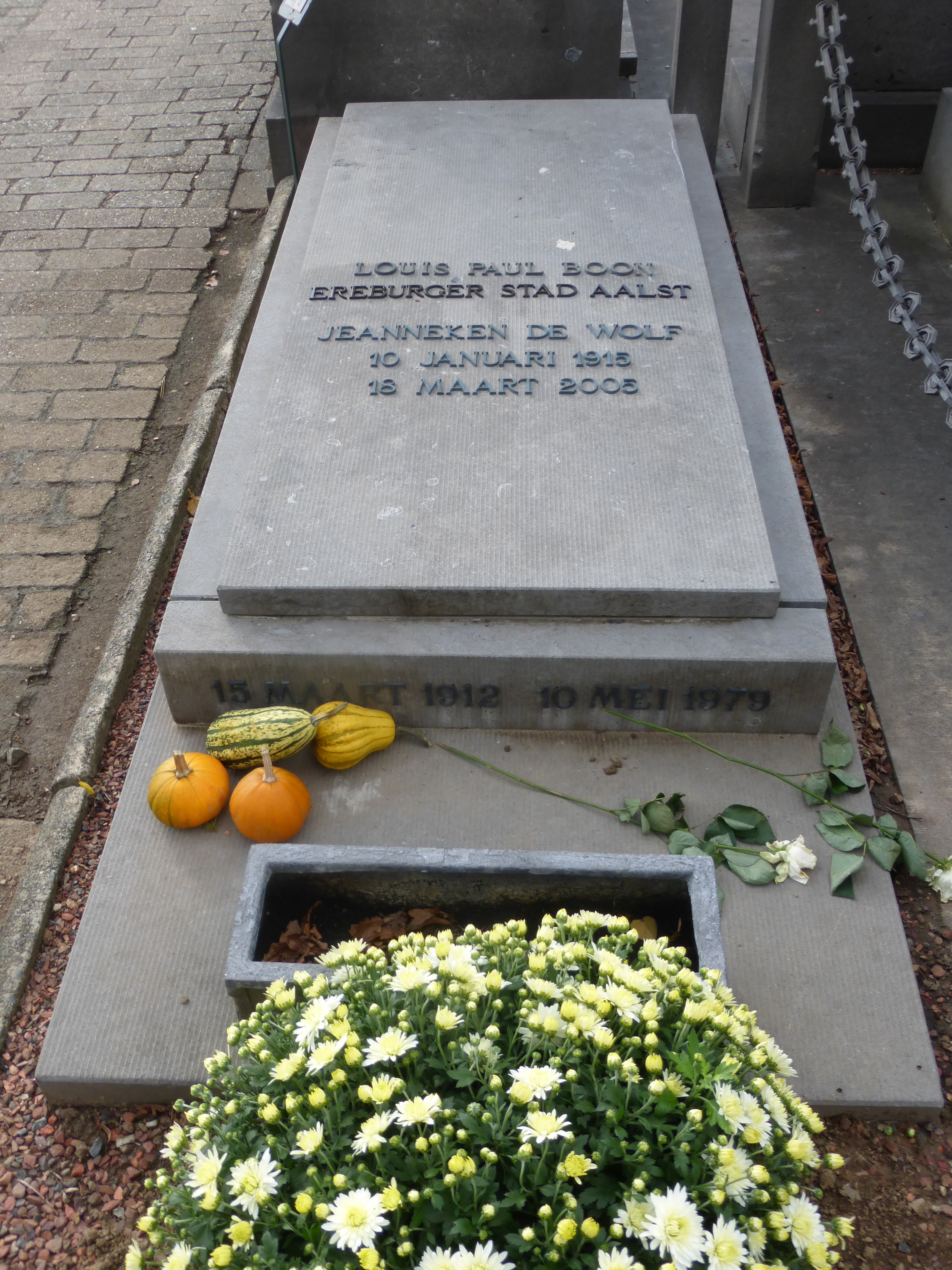
Het graf van Louis Paul Boon en Jeanneken De Wolf.

## Beeldende kunst van Boon
In juni 1986 was er ophef doordat de tentoonstelling van de Fenomenale Feminateek van Boon, een collectie van vrouwelijk naakt, in het Cultureel Centrum van Lede op bevel van de burgemeester door de politie werd afgesloten.
In 2008 was er ophef doordat diezelfde tentoonstelling, in het FotoMuseum van Antwerpen verboden werd door de provinciale overheid. In april 2008 was de collectie wel aanwezig tijdens de tweede editie van het literair festival "Zogezegd" in Gent op initiatief van de curator Anne Provoost.

## Eerbewijzen

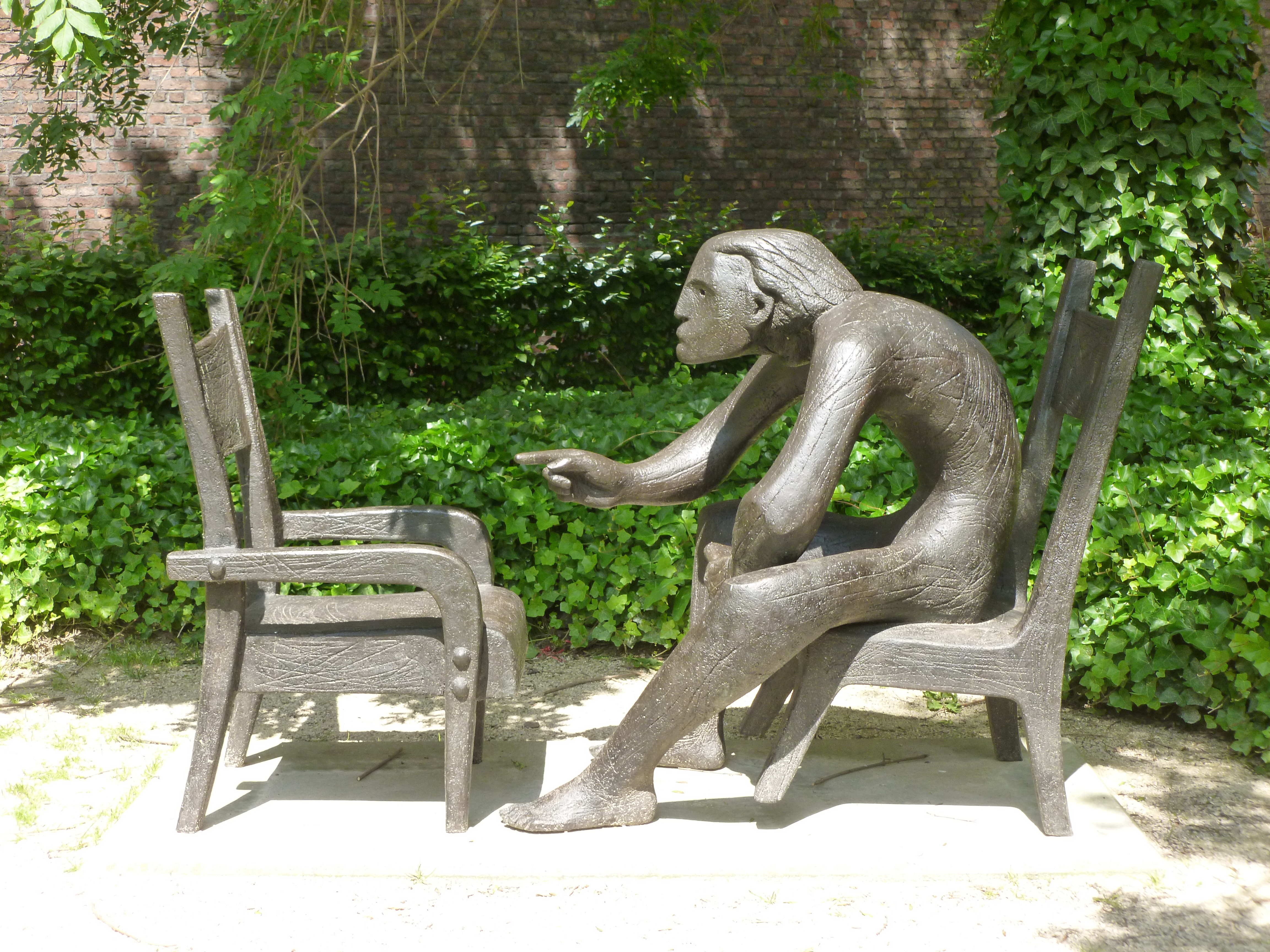
Monument voor Boon bij het Stedelijk Museum van Aalst (staat nu bij bibliotheek Utopia)

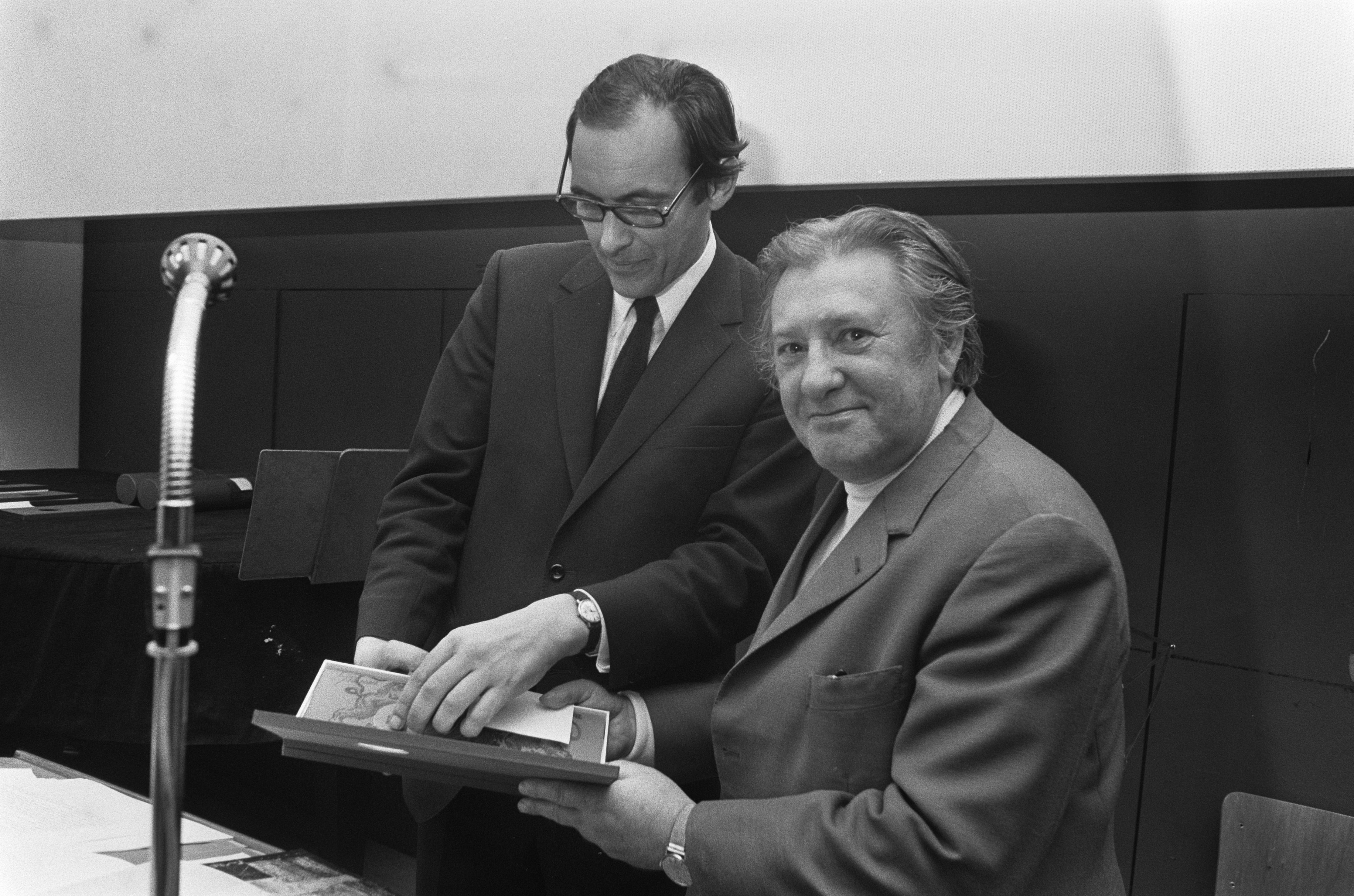
Boon krijgt de Multatuliprijs 1972 uitgereikt door Han Lammers

### Mogelijke Nobelprijs
Zeker na het verschijnen van de Engelse vertaling van De Kapellekensbaan in 1972 werd Boon beschouwd als een serieuze kandidaat voor de Nobelprijs voor Literatuur. Boon was uitgenodigd door de Zweedse ambassade voor een bezoek op 11 mei 1979, mogelijkerwijs om te horen dat hem de Nobelprijs was toegekend, maar de dag ervoor overleed hij aan zijn schrijftafel. De prijs wordt alleen aan levende schrijvers toegekend.

### Toegekende prijzen
- 1942 – Leo J. Krynprijs voor De voorstad groeit
- 1957 – Henriette Roland Holst-prijs voor De kleine Eva uit de kromme Bijlstraat
- 1966 – Constantijn Huygensprijs voor zijn gehele oeuvre
- 1972 – Multatuliprijs voor Pieter Daens

### Overige eerbewijzen
Op de Bolivarplaats van Antwerpen staat een standbeeld van Jan de Lichte, die hij in zijn roman De bende van Jan de Lichte beschreven had. Het beeld werd ontworpen door Roel D'Haese.
De Louis Paul Boonprijs werd naar hem vernoemd.
Op 15 maart 2012, de honderdste verjaardag van de schrijver, startte officieel Boon2012 in De Werf, het cultureel centrum van Aalst. Op 20 oktober 2012 verscheen het jubileumboek De Eerste Eeuw van Boon dat in de Stadsfeestzaal van Aalst werd gepresenteerd.
Een van zijn gedichten is te lezen op de muurgedichten in Nijmegen.

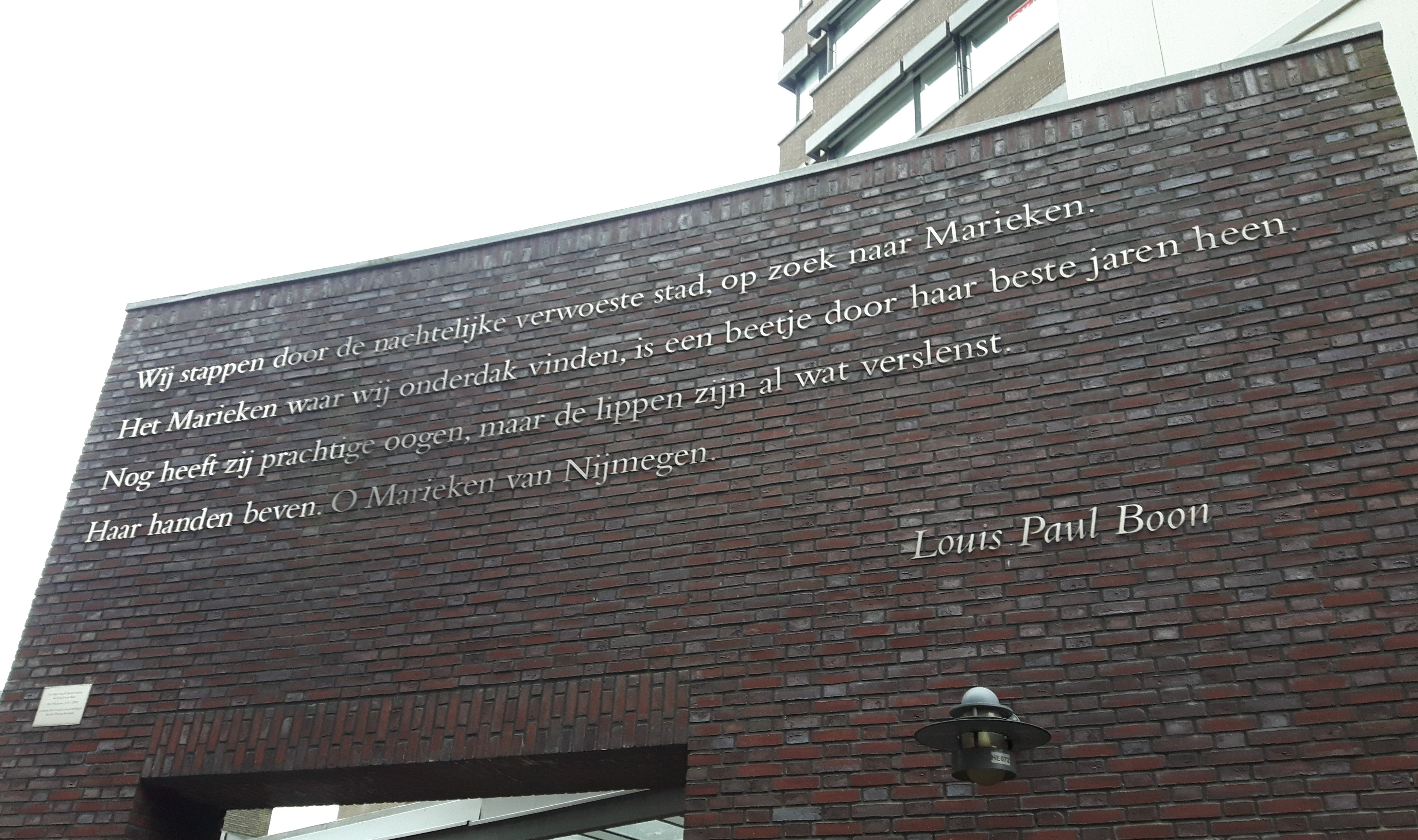
Gedicht 'Wij stappen door de nachtelijke verwoeste stad' van Louis Paul Boon, Arsenaalplaats, Nijmegen.

In 2022 stichtte men de literatuurprijs Prijs de Boon ter nagedachtenis aan de auteur.
In 2024 werd aan het Utopiaplein in Aalst een grote muurschildering aan hem gewijd, die daar slechts tijdelijk te zien zal zijn. De muurschildering is van de hand van muurkunstenaar 'Puncheur' (Thomas Daem) ( In de stedelijke bibliotheek 'Utopia' is op de tweede verdieping sindsdien ook het permanente leesmeubel geïnstalleerd met daarin een uitgebreide verzameling boekwerken en foto's van en over Boon. 

## Publicaties over Boon
Over Boon is veel gepubliceerd, maar het enige inleidende overzicht dat nog enigszins recent kan worden genoemd, is Jos Muyres, Louis Paul Boon: Het vergeefse van de droom. (Sun/Kritak, Nijmegen 1999). In 157 bladzijden biedt dit boek een overzicht van leven en werken van Boon, alsmede een selectieve bibliografie van de belangrijkste publicaties over Boon tot 1999.
In de jaren 1983-1987/88 verscheen er een Jaarboek gewijd aan Boon, uitgegeven door het aan hem gewijde Louis Paul Boongenootschap. Dat genootschap gaf ook het tijdschrift Tijdingen uit.
Vanaf 2001 verschijnt het geheel aan Boon gewijde tijdschrift Boelvaar poef, een uitgave van het Louis Paul Boon Genootschap. Het is de opvolger van het halfjaarlijkse tijdschrift De kantieke schoolmeester uit de jaren negentig.

## Modellen voor personages van Boon
Aan het grootste deel van het werk van Boon liggen autobiografische feiten ten grondslag. Personages in het werk van Boon zijn dan ook vaak zonder veel moeite te herleiden naar echte mensen die - al dan niet in combinatie - model gestaan hebben voor personages. Het identificeren van dergelijke modellen is in de Boonstudie allang de kinderschoenen ontgroeid.

### Morriske
Morriske of Morris is een op de schilder Maurice Roggeman gebaseerd personage van Boon. Hij treedt op in onder meer Boons debuut De voorstad groeit en De Kapellekensbaan. In Mijn kleine oorlog komt hij niet alleen onder deze naam voor in enkele cursiefjes, maar is ook de aangesproken persoon van de kroniek 'Brief aan mijn vriend de schilder'.

### Tippetotje
De schilderes Tippetotje is een personage uit de roman De Kapellekensbaan van Boon, waarvoor kunstschilder Maurice Roggeman tevens model stond.

### Bernardeken
Bernardeken (Bernard) is een personage uit Boons debuut De voorstad groeit (1943). Boons vriend Robert Van Kerkhove herkende zijn eigen portret in de combinatie van kunstzinnigheid en mankheid van het personage en zegde de vriendschap op.

### Ondinneke

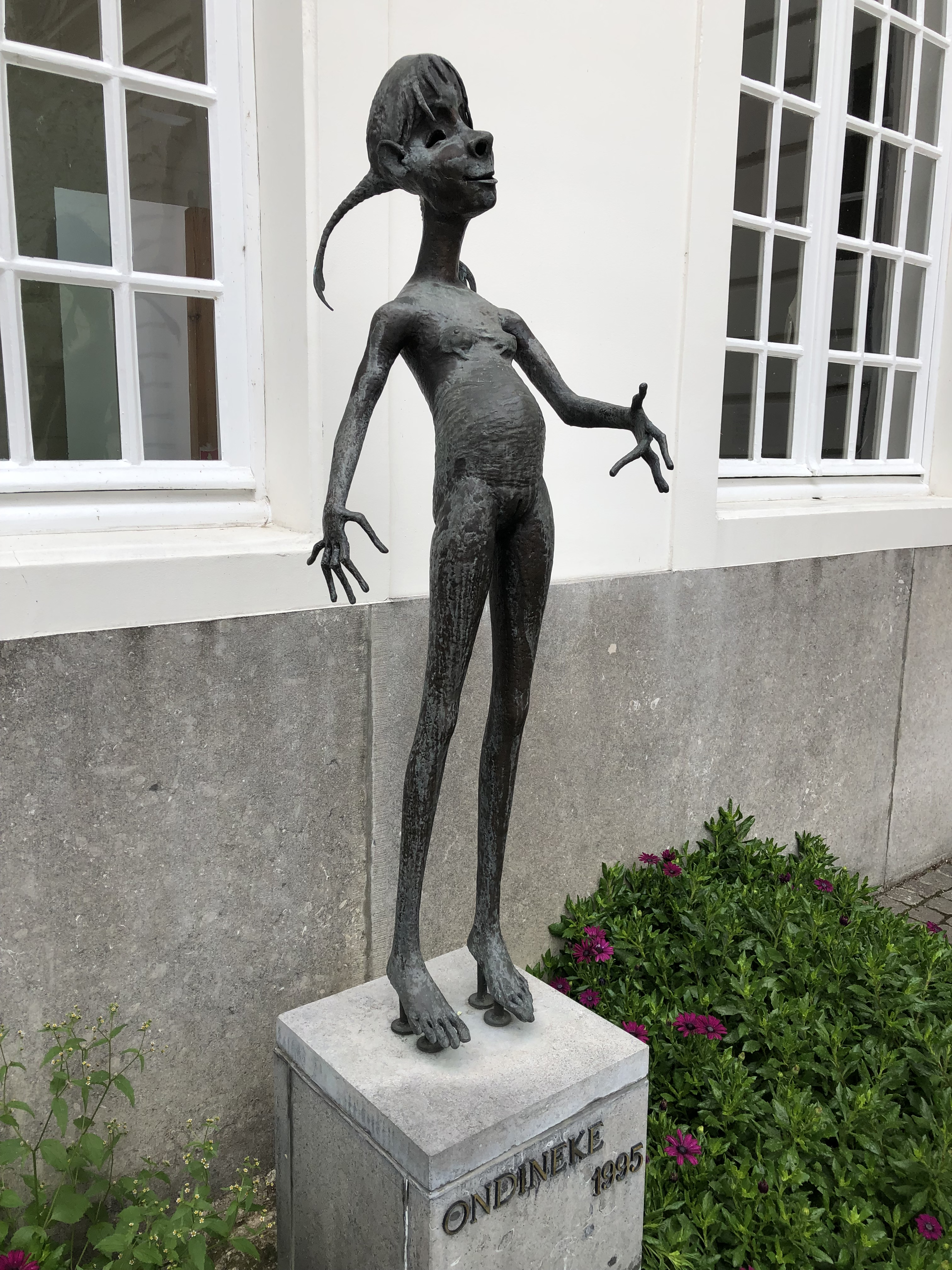
Ondinneke, beeld van Frans De Vree naar een personage uit de roman : De Kapellekensbaan van Louis Paul Boon, binnenplaats Oud Gemeentehuis, Grote Markt Aalst.

Ondinneke is een personage uit de  roman De Kapellekensbaan. Ondinne is een brutaal ambitieus meisje dat probeert op allerlei manieren te ontsnappen uit de grauwe fabriekstad Aalst.
In 1995 vroeg het stadsbestuur van Aalst aan beeldhouwer Frans De Vree dit personage te visualiseren. Het beeld stond eerst aan de kapel van OLV Ter Muren zoals Boon het ook gewild had. In 1999 werd het vanwege vandalisme verplaatst naar de binnenplaats van het Gemeentehuis aan de Grote Markt.

## Verzamelde werken
In 2005 werd gestart met de uitgave van het Verzameld werk in 24 delen door de Amsterdamse uitgeverij De Arbeiderspers onder de wetenschappelijke leiding van prof. Kris Humbeeck van de UA en gecoördineerd door Britt Kennis. Medeverantwoordelijk voor de tekstedities en de nawoorden zijn: Ernst Bruinsma, Anne-Marie Musschoot, Matthijs de Ridder en Yves T'Sjoen. In maart 2012 is de publicatie ervan halverwege. Inmiddels zijn twintig delen verschenen (april 2017).

## Adaptaties naar het werk van Boon

### Verfilmingen
- Menuet (1955) werd in 1982 door Lili Rademakers verfilmd onder de titel Menuet.
- Pieter Daens (1971), een documentaire roman over de sociale strijd van de Aalsterse priester Adolf Daens, werd in 1992 door Stijn Coninx verfilmd onder de titel Daens.
- Vergeten straat (1946) werd verfilmd en in 1999 uitgebracht onder de gelijknamige titel, geregisseerd door Luc Pien.
- De Bende van Jan de Lichte is een tiendelige Vlaamse televisieserie uit 2018 onder regie van Robin Pront en Maarten Moerkerke gebaseerd op het gelijknamige boek.

### Opera
Op 19 april 2017 ging in deSingel Menuet in première, een opera van Daan Janssens naar de gelijknamige roman.

### Musical
Vanaf 4 oktober 2008 liep in het voormalige postsorteercentrum van Berchem (Antwerpen) Daens, een productie van Studio 100, in navolging van de film van Stijn Coninx.

## Werken
| Titel                                                                                              | Jaar van uitgave | opmerking(en)                                                                               |
| -------------------------------------------------------------------------------------------------- | ---------------- | ------------------------------------------------------------------------------------------- |
| De voorstad groeit                                                                                 | 1942             | Roman                                                                                       |
| Abel Gholaerts                                                                                     | 1944             | Roman                                                                                       |
| Vergeten straat                                                                                    | 1946             | Roman                                                                                       |
| Mijn kleine oorlog                                                                                 | 1947             | Kroniek                                                                                     |
| Boontjes uitleenbibliotheek                                                                        | 1949             | Novelle                                                                                     |
| Het geweerschot                                                                                    | 1951             | Hoorspel                                                                                    |
| Twee spoken                                                                                        | 1952             | Novelles                                                                                    |
| De Kapellekensbaan                                                                                 | 1953             | Roman                                                                                       |
| Boontje's reservaat (vijf delen)                                                                   | 1954 - 1957      | Eenmanstijdschrift                                                                          |
| Menuet                                                                                             | 1955             | Roman                                                                                       |
| Wapenbroeders                                                                                      | 1955             | Moderne dierenroman - een getrouwe bewerking der aloude boeken over Reinaert en Isengrimus  |
| Niets gaat ten onder                                                                               | 1956             | Roman                                                                                       |
| De kleine Eva uit de Kromme Bijlstraat                                                             | 1956             | Verhalend gedicht                                                                           |
| Zomer te Ter-Muren                                                                                 | 1956             | Roman - vervolg op De Kapellekensbaan                                                       |
| De bende van Jan de Lichte                                                                         | 1957             | Moderne schelmroman                                                                         |
| Grimmige sprookjes voor verdorven kinderen                                                         | 1957             | Erotische sprookjes                                                                         |
| De Paradijsvogel                                                                                   | 1958             | Roman                                                                                       |
| De liefde van Annie Mols                                                                           | 1959             | Roman                                                                                       |
| Vaarwel Krokodil, of de Prijslijst van het Geluk                                                   | 1959             | Groteske                                                                                    |
| Gustaaf Vermeersch                                                                                 | 1960             | Monografie                                                                                  |
| De zoon van Jan de Lichte                                                                          | 1961             | Moderne schelmroman                                                                         |
| Blauwbaardje in Wonderland en andere grimmige sprookjes voor verdorven kinderen                    | 1962             | Sprookjes                                                                                   |
| Het nieuwe onkruid                                                                                 | 1964             | Roman                                                                                       |
| Boontje's reservaat                                                                                | 1965             | Verzamelde Reservaten                                                                       |
| Dorp in Vlaanderen                                                                                 | 1966             | Krantenstukjes                                                                              |
| Geniaal, maar met te korte beentjes                                                                | 1967             | Essays                                                                                      |
| Wat een leven                                                                                      | 1967             | Krantenstukjes                                                                              |
| Over mijn boeken                                                                                   | 1969             | Kroniek                                                                                     |
| 3 mensen tussen muren                                                                              | 1969             | Roman in lino (facsimile), voorafschaduwing voor De voorstad groeit uit 1942                |
| De bom                                                                                             | 1969             | Ciné-roman en acteursdagboek, tijdens de opnames van de gelijknamige film van Robbe De Hert |
| 90 mensen                                                                                          | 1970             | Krantenstukjes                                                                              |
| Pieter Daens of hoe in de negentiende eeuw de arbeiders van Aalst vochten tegen armoede en onrecht | 1971             | Documentaire roman                                                                          |
| Mijn oude schoolmeester                                                                            | 1972             | heruitgegeven in 2005                                                                       |
| Eten op z'n Vlaams                                                                                 | 1972             | Krantenstukjes                                                                              |
| Mieke Maaike's obscene jeugd                                                                       | 1972             | Pornografische novelle                                                                      |
| Als het onkruid bloeit                                                                             | 1972             | Roman, bewerking van Het nieuwe onkruid                                                     |
| Zomerdagdroom                                                                                      | 1973             | Erotische novelle                                                                           |
| De meisjes van Jesses                                                                              | 1973             | Roman                                                                                       |
| Blauwbaardje in de ruimte                                                                          | 1973             | Cultuursprookje met sciencefiction-inslag                                                   |
| Petit Fleurke                                                                                      | 1974             | Novelle                                                                                     |
| Davids jonge dagen                                                                                 | 1974             | Krantenstukjes                                                                              |
| Verscheurd jeugdportret                                                                            | 1975             | Kroniek                                                                                     |
| Memoires van de Heer Daegeman                                                                      | 1975             | Roman                                                                                       |
| De zwarte hand, of het anarchisme van de negentiende eeuw in het industriestadje Aalst             | 1976             | Historische roman                                                                           |
| Het jaar 1901                                                                                      | 1977             | Historische kroniek                                                                         |
| Het geuzenboek                                                                                     | 1979             | Historische roman over de 16e eeuw                                                          |
| Eros en de eenzame man                                                                             | 1980             | Roman                                                                                       |
| Ook de afbreker bouwt op                                                                           | 1982             |                                                                                             |
| Proleetje en Fantast                                                                               | 1982             | Stripverhaal, samen met Maurice Roggeman                                                    |
| Hij was een zwarte en andere reportages                                                            | 1986             |                                                                                             |
| Zondagsleven van Pomponneke                                                                        | 1988             |                                                                                             |
| Vertraagde Film                                                                                    | 1988             |                                                                                             |
| Vertellingen van Jo                                                                                | 1989             |                                                                                             |
| Brieven aan Morris                                                                                 | 1989             |                                                                                             |
| Brieven aan literaire vrienden                                                                     | 1989             |                                                                                             |
| Boons scenario's                                                                                   | 1989             |                                                                                             |
| Niets dan wat oorlog                                                                               | 1989             |                                                                                             |
| L.P. Boon radio actief                                                                             | 1991             | Zes luisterspelen                                                                           |
| Eens op een mooie avond                                                                            | 1992             | Erotische novelle                                                                           |
| Soldatenbrieven                                                                                    | 1993             |                                                                                             |
| Het Literair en Kunstkritisch Werk I. De Rode Vaan                                                 | 1994             |                                                                                             |
| Het Literair en Kunstkritisch werk II. Front                                                       | 1994             |                                                                                             |
| Het Literair en Kunstkritisch Werk III. De Vlaamse Gids                                            | 1995             |                                                                                             |
| Boontjes moppenencyclopedie                                                                        | 1995             |                                                                                             |
| Het Literair en Kunstkritisch Werk IV. Vooruit (drie delen)                                        | 1997             |                                                                                             |
| Het boek Jezebel                                                                                   | 1999             |                                                                                             |
| Brussel, een oerwoud                                                                               | 1999             |                                                                                             |
| De Zon                                                                                             | 2001             |                                                                                             |
| Wanneer van u nog eens een minne-briefje? De brieven van Boon aan Richard Minne                    | 2003             |                                                                                             |
| Fenomenale Feminateek                                                                              | 2004             |                                                                                             |
| Eenzaam spelen met Pompon                                                                          | 2005             |                                                                                             |

- Bibsys: 90546664
- Bibliothèque nationale de France: cb12031701k (data)
- Digitale Bibliotheek voor de Nederlandse Letteren: boon009
- Gemeinsame Normdatei: 118935062
- International Standard Name Identifier: 0000 0003 6864 3347
- Library of Congress Control Number: n79032146
- Nationale Bibliotheek van Letland: 000309883
- MusicBrainz: 48e7a7e2-50ee-4503-9314-f11035df3545
- Nationale Bibliotheek van Tsjechië: js20020218001
- Nationale bibliotheek van Australië: 35020256
- Nationale Bibliotheek van Israël: 987007437254805171
- Nederlandse Thesaurus van Auteursnamen: 068808259
- RKD-Nederlands Instituut voor Kunstgeschiedenis: 10563
- Istituto Centrale per il Catalogo Unico: PUVV061364
- LIBRIS: 233614
- Système universitaire de documentation: 028491777
- Trove: 794503
- Virtual International Authority File: 66482586
- WorldCat: E39PBJvMxD8gdtmDWPPCr6FHYP